# Dominique Hennequin
Ne pas confondre avec le documentariste Dominique Hennequin.
Dominique Hennequin est un ingénieur du son et mixeur français né le 3 avril 1947 à Châteaudun. Il est six fois lauréat du César du meilleur son.

## Filmographie
- 1971 : Traité du rossignol de Jean Fléchet
- 1973 : Themroc de Claude Faraldo
- 1973 : Sexologos
- 1974 : Si j'te cherche... j'me trouve de Roger Diamantis
- 1974 : La Bonzesse
- 1975 : Les Joyeuses
- 1975 : Prostitution
- 1975 : Dehors-dedans d'Alain Fleischer
- 1975 : Villa Les Dunes de Madeleine Hartmann
- 1976 : Du côté des tennis de Madeleine Hartmann
- 1977 : L'Ombre et la Nuit de Jean-Louis Leconte
- 1977 : Les Loulous de Patrick Cabouat
- 1977 : Les Indiens sont encore loin de Patricia Moraz
- 1978 : New York City Inferno
- 1978 : Perceval le Gallois d'Éric Rohmer
- 1978 : Passe montagne de Jean-François Stévenin
- 1979 : Mais ou et donc Ornicar de Bertrand Van Effenterre
- 1979 : Zoo zéro d'Alain Fleischer
- 1979 : I.N.R.I.
- 1979 : Passe ton bac d'abord de Maurice Pialat
- 1979 : La Guerre des polices de Robin Davis
- 1979 : Démons de midi de Christian Paureilhe
- 1979 : La Rosière de Pessac 79
- 1979 : Arrête de ramer, t'attaques la falaise !
- 1980 : Équation à un inconnu
- 1980 : Third World
- 1980 : Comment passer son permis de conduire
- 1980 : Loulou de Maurice Pialat
- 1980 : Extérieur, nuit de Jacques Bral
- 1980 : Inspecteur la Bavure de Claude Zidi
- 1980 : Je vous aime de Claude Berri
- 1980 : La Prise du pouvoir par Philippe Pétain de Jean Chérasse
- 1981 : L'Avant-dernier de Luc Besson
- 1981 : La Femme de l'aviateur d'Éric Rohmer
- 1981 : Les hommes préfèrent les grosses de Jean-Marie Poiré
- 1981 : Beau-père de Bertrand Blier
- 1982 : Le beau mariage d'Éric Rohmer
- 1982 : Qu'est-ce qu'on attend pour être heureux !
- 1983 : Danton d'Andrzej Wajda
- 1983 : Pauline à la plage d'Éric Rohmer
- 1983 : Le Jeune Marié de Bernard Stora
- 1983 : La Mort de Mario Ricci
- 1983 : Papy fait de la résistance de Jean-Marie Poiré
- 1983 : La tragédie de Carmen
- 1983 : À nos amours de Maurice Pialat
- 1984 : Tricheurs de Barbet Schroeder
- 1984 : Un amour de Swann de Volker Schlöndorff
- 1984 : Carmen de Francesco Rosi
- 1984 : Le Juge de Philippe Lefebvre
- 1984 : Notre histoire de Bertrand Blier
- 1984 : La Pirate de Jacques Doillon
- 1984 : Les Nuits de la pleine lune d'Éric Rohmer
- 1985 : Urgence de Gilles Béhat
- 1985 : Alamo Bay de Louis Malle
- 1985 : Rendez-vous d'André Téchiné
- 1985 : No Man's Land d'Alain Tanner
- 1986 : Manège
- 1986 : L'Unique de Jérôme Diamant-Berger
- 1986 : 37°2 le matin de Jean-Jacques Beineix
- 1986 : Tenue de soirée de Bertrand Blier
- 1986 : Jean de Florette de Claude Berri
- 1986 : Le Rayon vert d'Éric Rohmer
- 1986 : Double messieurs de Jean-François Stévenin
- 1986 : Coup de pompes
- 1986 : Manon des sources de Claude Berri
- 1986 : Charlotte for Ever de Serge Gainsbourg
- 1987 : Tandem de Patrice Leconte
- 1987 : L'Ami de mon amie d'Éric Rohmer
- 1987 : Sous le soleil de Satan de Maurice Pialat
- 1987 : Le Moine et la Sorcière de Suzanne Schiffman
- 1987 : L'Amoureuse de Jacques Doillon
- 1987 : Les Innocents d'André Téchiné
- 1988 : Quand je serai jeune
- 1988 : Les Possédés d'Andrzej Wajda
- 1988 : Chocolat de Claire Denis
- 1988 : De bruit et de fureur de Jean-Claude Brisseau
- 1988 : La Nuit Bengali de Nicolas Klotz
- 1988 : Camille Claudel de Bruno Nuytten
- 1989 : La Soule de Michel Sibra
- 1989 : Je suis le seigneur du château de Régis Wargnier
- 1989 : Roselyne et les Lions de Jean-Jacques Beineix
- 1989 : Marquis de Henri Xhonneux
- 1989 : Monsieur Hire de Patrice Leconte
- 1989 : Erreur de jeunesse de Radovan Tadic
- 1989 : La Fille de 15 ans de Jacques Doillon
- 1989 : Le Grand Cirque
- 1989 : Noce blanche de Jean-Claude Brisseau
- 1989 : Chambre à part de Jacky Cukier
- 1989 : Pentimento de Tonie Marshall
- 1989 : Boris Godounov
- 1990 : La Vengeance d'une femme
- 1990 : Milou en mai de Louis Malle
- 1990 : Cyrano de Bergerac de Jean-Paul Rappeneau
- 1990 : Je t'ai dans la peau
- 1990 : Alexandrie encore et toujours (Iskanderija, kaman oue kaman) de Youssef Chahine
- 1990 : Tilai d'Idrissa Ouedraogo
- 1990 : Outremer de Brigitte Roüan
- 1990 : Le Mari de la coiffeuse de Patrice Leconte
- 1990 : La Désenchantée de Benoît Jacquot
- 1990 : Uranus de Claude Berri
- 1990 : Le Petit Criminel de Jacques Doillon
- 1992 : Indochine de Régis Wargnier
- 1992 : IP5 de Jean-Jacques Beineix
- 1992 : Samba Traoré
- 1992 : Les Nuits fauves de Cyril Collard
- 1993 : La Nuit sacrée
- 1993 : L'Instinct de l'ange de Richard Dembo
- 1993 : Tango de Patrice Leconte
- 1993 : Le Jeune Werther de Jacques Doillon
- 1993 : Moi Ivan, toi Abraham de Yolande Zauberman
- 1993 : Germinal de Claude Berri
- 1994 : L'Enfant noir de Laurent Chevallier
- 1994 : Le Parfum d'Yvonne de Patrice Leconte
- 1994 : La Reine Margot de Patrice Chéreau
- 1994 : Grosse Fatigue de Michel Blanc
- 1994 : L'Émigré (Al-mohager) de Youssef Chahine
- 1994 : Le Cri du cœur d'Idrissa Ouedraogo
- 1994 : Montage
- 1994 : Délits flagrants de Raymond Depardon
- 1994 : Le Monstre (Il mostro) de Roberto Benigni
- 1994 : Farinelli, il castrato (Farinelli) de Gérard Corbiau
- 1995 : Petit matin sanglant
- 1995 : Gazon maudit de Josiane Balasko
- 1995 : Le Hussard sur le toit de Jean-Paul Rappeneau
- 1996 : Les Grands Ducs de Patrice Leconte
- 1996 : Beaumarchais, l'insolent d'Édouard Molinaro
- 1996 : Ridicule de Patrice Leconte
- 1996 : Lucky Punch de Dominique Ladoge
- 1996 : Un été à La Goulette de Férid Boughedir
- 1996 : Ponette de Jacques Doillon
- 1997 : La Cible de Pierre Courrège
- 1997 : Le Destin (Al-massir) de Youssef Chahine
- 1997 : Alors voilà
- 1998 : Trop (peu) d'amour
- 1998 : Une chance sur deux de Patrice Leconte
- 1998 : Hors jeu de Karim Dridi
- 1998 : Place Vendôme de Nicole Garcia
- 1998 : L'Ennui de Cédric Kahn
- 1999 : Pietas
- 1999 : La Fille sur le pont de Patrice Leconte
- 1999 : Petits Frères
- 1999 : Rembrandt de Charles Matton
- 1999 : La Ville (El Medina) de Yousry Nasrallah
- 1999 : Mauvaise Passe de Michel Blanc
- 2000 : La Veuve de Saint-Pierre de Patrice Leconte
- 2000 : Cuba feliz de Karim Dridi
- 2000 : La Vierge des tueurs (La virgen de los sicarios) de Barbet Schroeder
- 2001 : Félix et Lola de Patrice Leconte
- 2001 : Trouble Every Day de Claire Denis
- 2001 : Carrément à l'ouest de Jacques Doillon
- 2001 : La Traversée de Sébastien Lifshitz
- 2001 : Inch'Allah dimanche de Yamina Benguigui
- 2001 : Silence... on tourne (Skoot hansawwar) de Youssef Chahine
- 2002 : Rue des plaisirs de Patrice Leconte
- 2002 : Madame Satã de Karim Aïnouz
- 2002 : L'Homme du train de Patrice Leconte
- 2002 : 11'09"01 - September 11
- 2003 : Fureur de Karim Dridi
- 2003 : Bon Voyage de Jean-Paul Rappeneau
- 2003 : Le Coût de la vie de Philippe Le Guay
- 2004 : Confidences trop intimes de Patrice Leconte
- 2004 : La Porte du soleil (Bab el shams)
- 2004 : Alexandrie-New York de Youssef Chahine
- 2004 : 10e chambre, instants d'audience de Raymond Depardon
- 2004 : Dogora - ouvrons les yeux de Patrice Leconte
- 2004 : L'Ex-femme de ma vie de Josiane Balasko
- 2004 : Un petit jeu sans conséquence de Bernard Rapp
- 2005 : Trois enterrements (The Three Burials of Melquiades Estrada) de Tommy Lee Jones
- 2005 : Stricteternum
- 2005 : Zaïna, cavalière de l'Atlas de Bourlem Guerdjou
- 2005 : La Maison de Nina de Richard Dembo
- 2006 : Les Bronzés 3 - Amis pour la vie de Patrice Leconte
- 2006 : Les Aiguilles rouges de Jean-François Davy
- 2006 : Mon meilleur ami de Patrice Leconte
- 2006 : C'est beau une ville la nuit de Richard Bohringer
- 2007 : L'Avocat de la terreur de Barbet Schroeder
- 2008 : 35 Rhums de Claire Denis
- 2008 : Cliente de Josiane Balasko

## Distinctions
Récompenses
- César du meilleur son :
  - Carmen ;
  - Monsieur Hire ;
  - Cyrano de Bergerac ;
  - Indochine ;
  - Farinelli ;
  - Le Hussard sur le toit.